# San Adrián de Juarros
San Adrián de Juarros es una localidad y un municipio situados en la provincia de Burgos, Castilla la Vieja, en la comunidad autónoma de Castilla y León (España), comarca de Alfoz de Burgos, partido judicial de Burgos, cabecera del ayuntamiento de su nombre.

## Geografía

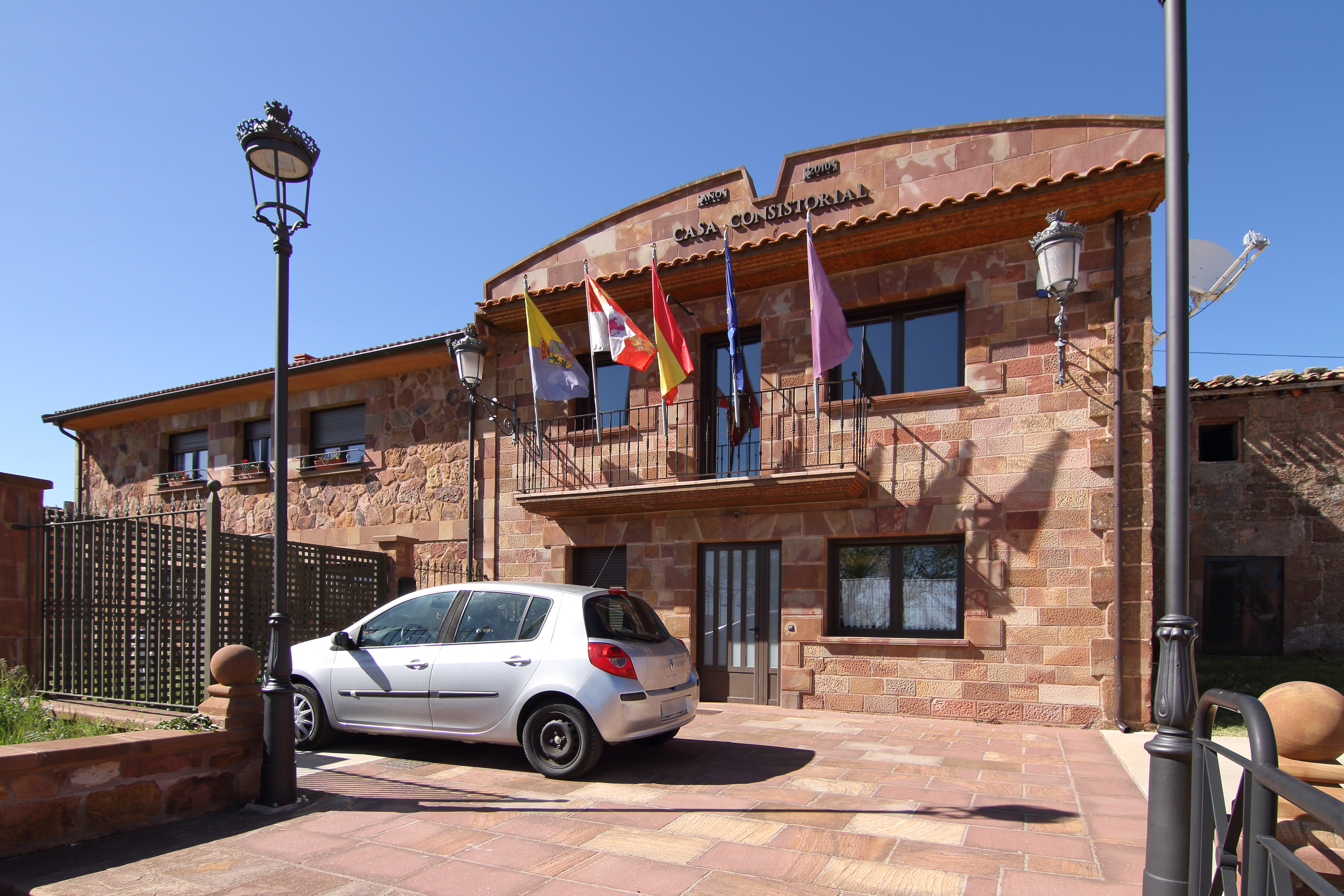
Casa consistorial

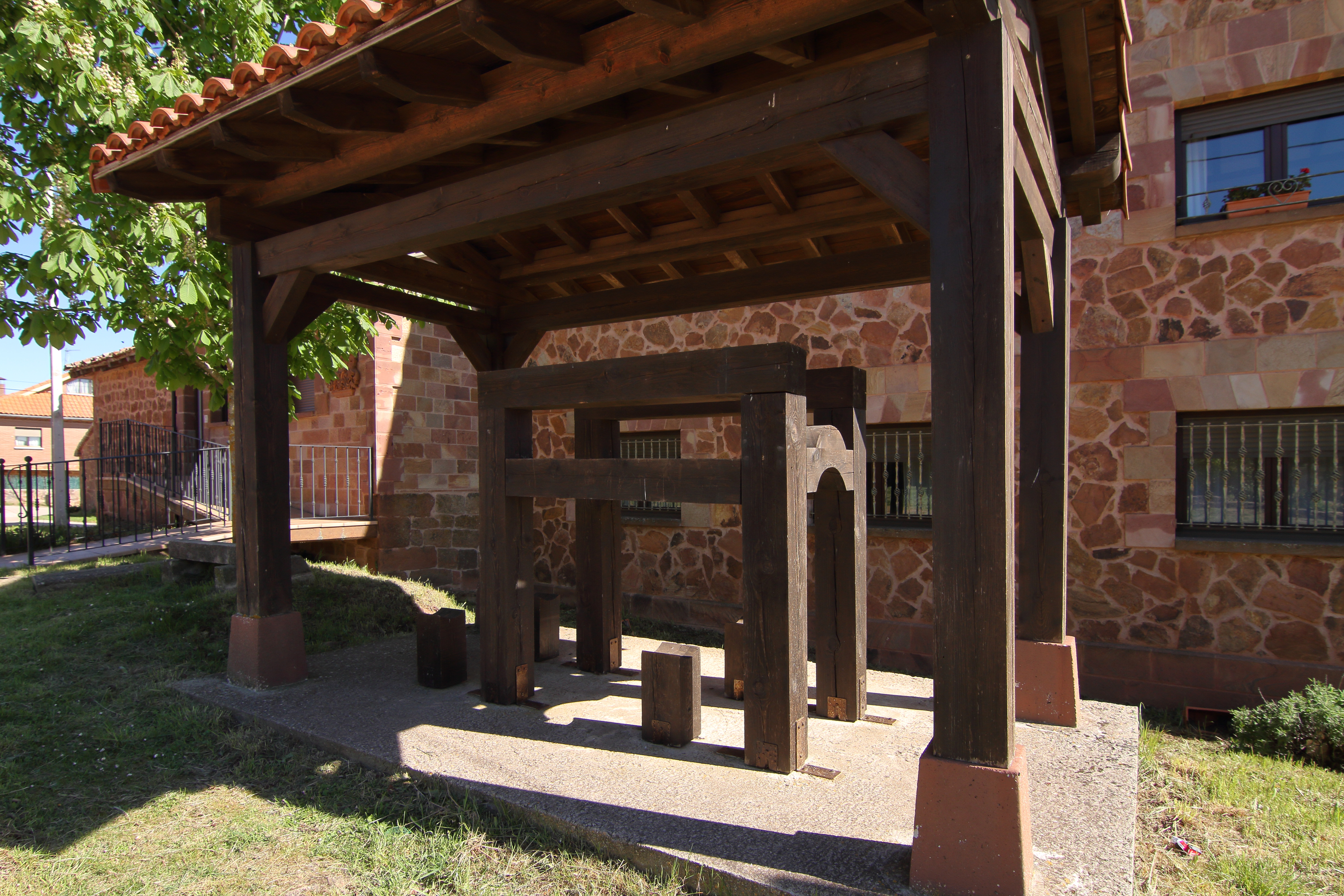
Potro de herrar

Tiene un área de 19,89 km² con una población de 65 habitantes (INE 2007) y una densidad de 3,27 hab/km².
Comprende la localidad de Brieva de Juarros, situada 8 km al este de la capital del municipio.
Yacimiento de carbón en las proximidades de la localidad.

## Demografía
San Adrián de Juarros cuenta con una población de 86 habitantes (INE 2024).
| Gráfica de evolución demográfica de San Adrián de Juarros entre 1842 y 2021 |
| |
| Población de derecho según los censos de población del INE. Población de hecho según los censos de población del INE.Entre el censo de 1857 y el anterior, crece el término del municipio porque incorpora a Brieva de Juarros. |